# Arany cseppek
Az Arany cseppek (eredeti cím: Jak uratować mamę) 2016-ban bemutatott lengyel 2D-s számítógépes animációs film, amely Andrzej Krawczyk, Tomasz Maroński, Hubert Leśniak és Daniel Zduńczyk ötlete alapján készült. Az animációs játékfilm rendezői Daniel Zduńczyk és Marcin Męczkowski. A forgatókönyvet Marcin Męczkowski, Wioletta Pomorska-Yang, Andrzej Surmacz és Daniel Zduńczyk írta, a zenéjét Sławomir Ruczkowski szerezte. Műfaja kalandfilm. 
Lengyelországban 2016. június 1-jén mutatták be a mozikban, Magyarországon 2018. augusztus 4-én vetítették le a televízióban.

## Szereplők
| Szereplő                 | Eredeti hang          | Magyar hang        |
| ------------------------ | --------------------- | ------------------ |
| Aneta                    | Aleksandra Kowalicka  | Hermann Lilla      |
| Adas                     | Benjamin Lewandowski  | Berecz Kristóf Uwe |
| Lelenc                   | Maciej Stuhr          | Czető Roland       |
| Kancellár                | Cezary Pazura         | Mertz Tibor        |
| Király                   | Andrzej Grabowski     | Pálfai Péter       |
| Nemes                    | Tomasz Kot            | Háda János         |
| Miniszter                | Dariusz Gnatowski     | Juhász Zoltán      |
| Halász király            | Jerzy Kryszak         | Papp János         |
| Kalózkapitány            | Robert Gonera         | Koncz István       |
| Lápi boszorkány          | Marzena Kipiel-Sztuka | Martin Márta       |
| Anyu                     | N/A                   | Huszárik Kata      |
| Apu                      | N/A                   | Karácsonyi Zoltán  |
| Nagymama                 | N/A                   | Rátonyi Hajni      |
| Lápi boszorkány macskája | N/A                   | Szokol Péter       |
| Borostás kalóz           | N/A                   | Bácskai János      |
| Lófarkas kalóz           | N/A                   | Fehér Péter        |
| Bajowa                   | N/A                   | Szórádi Erika      |
| Szakácsnő                | N/A                   | Szórádi Erika      |
| Kikiáltó                 | N/A                   | Haagen Imre        |
| Zsoldos #1               | N/A                   | Törköly Levente    |
| Zsoldos #2               | N/A                   | Péter Richárd      |
| Papagáj                  | N/A                   | Péter Richárd      |
| Kis Hubert               | N/A                   | Kapácsy Miklós     |

## Televíziós megjelenések
M2 